# オレアナ
『オレアナ』 (Oleanna) は、デヴィッド・マメットが1992年に書いた戯曲である。セクシャルハラスメントをモチーフにした2人の俳優による密室劇。休憩を入れても100分たらずという短い舞台であり、オフ・ブロードウェイで最初に上演された後、世界中で上演されている。
日本では1994年に初演。同年第2回読売演劇大賞優秀作品賞を受賞。同年には、劇書房から日本語版戯曲が出版されている。

## あらすじ
大学教授のジョンのもとに、勉強についていけないと訴える女学生キャロルが尋ねてくる。ジョンは紳士的に対応し、肩を抱いて慰めるが、しかし、彼女はジョンをセクシュアル・ハラスメントで大学に訴えるという行動に出た。教授職を失いそうになったジョンは、なんとか誤解を解こうとキャロルと話し合うが、2人のすれ違いは段々激しくなっていく。

## 海外での上演
- ニューヨークではまずウィリアム・H・メイシーがジョンを演じた。1994年には彼の主演で映画化もされているが、日本未公開。
- パリではシャルロット・ゲンスブールがこの舞台に立った。
- ロンドンでは1993年にデヴィッド・スーシェとリア・ウィリアムズで、2004年にはアーロン・エッカートとジュリア・スタイルズの2人で上演された。
- オーストラリアではケイト・ブランシェットが女子大生を演じて賞を獲得した。

## 日本での上演
日本ではパルコ劇場プロデュースで、1994年には長塚京三と若村麻由美、1999年には同じく長塚京三と永作博美、2015年には田中哲司、志田未来によって上演。

## 題名の由来
「オレアナ」という名前はどちらの登場人物の名前とも関係がない。これはある歴史上の出来事と結び付けられている。1980年代にノルウェーのヴァイオリニスト、オーレ・ブルがペンシルベニアに広大な土地を購入し、そこを「オレアナ」と名づけて同郷人のための理想郷にする計画を立てた。しかし、土地が農耕に適していなかったことなどが原因でこの計画は失敗し、彼や彼の計画に参加した人々は大金を失ってしまった。そのことから転じて、理想郷を追い求める絶望的な状況を示唆するときに「オレアナ」と言う場合があるという。

## 書籍
- デビッド・マメット『オレアナ』酒井洋子訳、劇書房、1994年。ISBN　978-4-87574-565-5
- David Mamet『Oleanna』edited with notes by Nobuko Shimazu、新水社、1997年。※注釈付きの英文テキスト　ISBN　978-4-915165-78-8